# Сириано, Кристиан
Кристиан Сириано (англ. Christian Siriano; род. 14 ноября 1985) — американский модельер. Он получил известность благодаря участию в четвёртом сезоне реалити-шоу «Проект Подиум», в возрасте 21 года став самым молодым победителем шоу.

## Жизнь и карьера
Сириано родился и вырос в Аннаполисе, штат Мэриленд. В 13 лет Кристиан начал работать в дорогом парикмахерском салоне, в мире моды и красоты он чувствовал себя комфортно.
В Америке Кристиан посещал Школу Искусств Балтимора и Институт Технологии и Дизайна в Нью-Йорке. После окончания учёбы он отправился в Англию — в Американский межконтинентальный университет Лондона (факультет искусств и дизайна). Окончив Университет, Кристиан стажировался у Вивьен Вествуд и Александра Маккуина.
С момента победы в проекте «Подиум», Кристиан каждый сезон принимает участие в Нью-йоркской неделе моды, восхищая модных критиков, своих клиентов и поклонников новыми творческими идеями.
В итоговой коллекции 4 сезона проекта подиум, Кристиан представил преимущественно темную цветовую гамму. Виктория Бекхэм (приглашенный судья финала проекта) сравнила коллекцию Кристиана с глотком свежего воздуха и заявила, что надела бы любую вещь, сделанную им. Стоит отметить, что во многом коллекция выдержана в стиле последнего наряда на проекте, вдохновленного одной из картин в Нью-Йоркском ареале искусству. Несмотря на победу в проекте Подиум, он полон энергии покорять своими работами не только знаменитых модельеров, но и обычных людей. Он всегда переживал, что не может шить одежду для массового производства. Но его работы очень интересуют обычных людей и спрос на его вещи велик.
В октябре 2009 года Сириано выпустил книгу под названием «Fierce Style: How To Be Your Most Fabulous Self». Книга была написана в соавторстве с Ренни Дайболл с предисловием Тима Ганна, бывшего наставника Кристиана в Проекте Подиум.
Сириано считается редким для модного бизнеса инклюзивным дизайнером, готовым работать с нестандартными фигурами. Летом 2016 г. вызвало резонанс его решение предоставить платье актрисе Лесли Джонс для премьеры фильма «Охотники за привидениями» после того, как у актрисы возникли затруднения в этом вопросе из-за слишком высокого роста. Сразу вслед за этим в платье от Сириано появилась первая леди США Мишель Обама, и это также было расценено прессой как жест в сторону демократизации моды.

## Личная жизнь
Сириано — гей. С 2016 по 2018 год он состоял в браке с певцом Брэдом Уолшем.